# François Moubandje
Jacques François Moubandje (ur. 21 czerwca 1990 w Genewie) – szwajcarski piłkarz występujący na pozycji obrońcy w klubie FC Sion.

## Statystyki
Stan na: 4 lipca 2018 r.
| Sezon   | Klub        | Kraj       | Rozgrywki        | Mecze | Bramki | Rozgrywki Europy | Mecze | Bramki |
| ------- | ----------- | ---------- | ---------------- | ----- | ------ | ---------------- | ----- | ------ |
| 2011/12 | Servette FC | Szwajcaria | Axpo League      | 26    | 1      | –                | –     | –      |
| 2012/13 | Servette FC | Szwajcaria | Axpo League      | 19    | 0      | Liga Europy UEFA | 4     | 0      |
| 2013/14 | Servette FC | Szwajcaria | Challenge League | 6     | 1      | –                | –     | –      |
| 2013/14 | Toulouse FC | Francja    | Ligue 1          | 3     | 0      | –                | –     | –      |
| 2014/15 | Toulouse FC | Francja    | Ligue 1          | 31    | 0      | –                | –     | –      |
| 2015/16 | Toulouse FC | Francja    | Ligue 1          | 23    | 0      | –                | –     | –      |
| 2016/17 | Toulouse FC | Francja    | Ligue 1          | 34    | 0      | –                | –     | –      |
| 2017/18 | Toulouse FC | Francja    | Ligue 1          | 21    | 0      | –                | –     | –      |